# Сорокино (Нижньоломовський район)
Соро́кино (рос. Сорокино) — село у складі Нижньоломовського району Пензенської області, Росія.
Населення — 374 особи (2010; 411 у 2002).
Національний склад станом на 2002 рік:
- росіяни — 88 %